# 6808 Плантен
6808 Плантен (6808 Plantin) — астероїд головного поясу, відкритий 5 лютого 1932 року.
Тіссеранів параметр щодо Юпітера — 3,611.